# Картушка

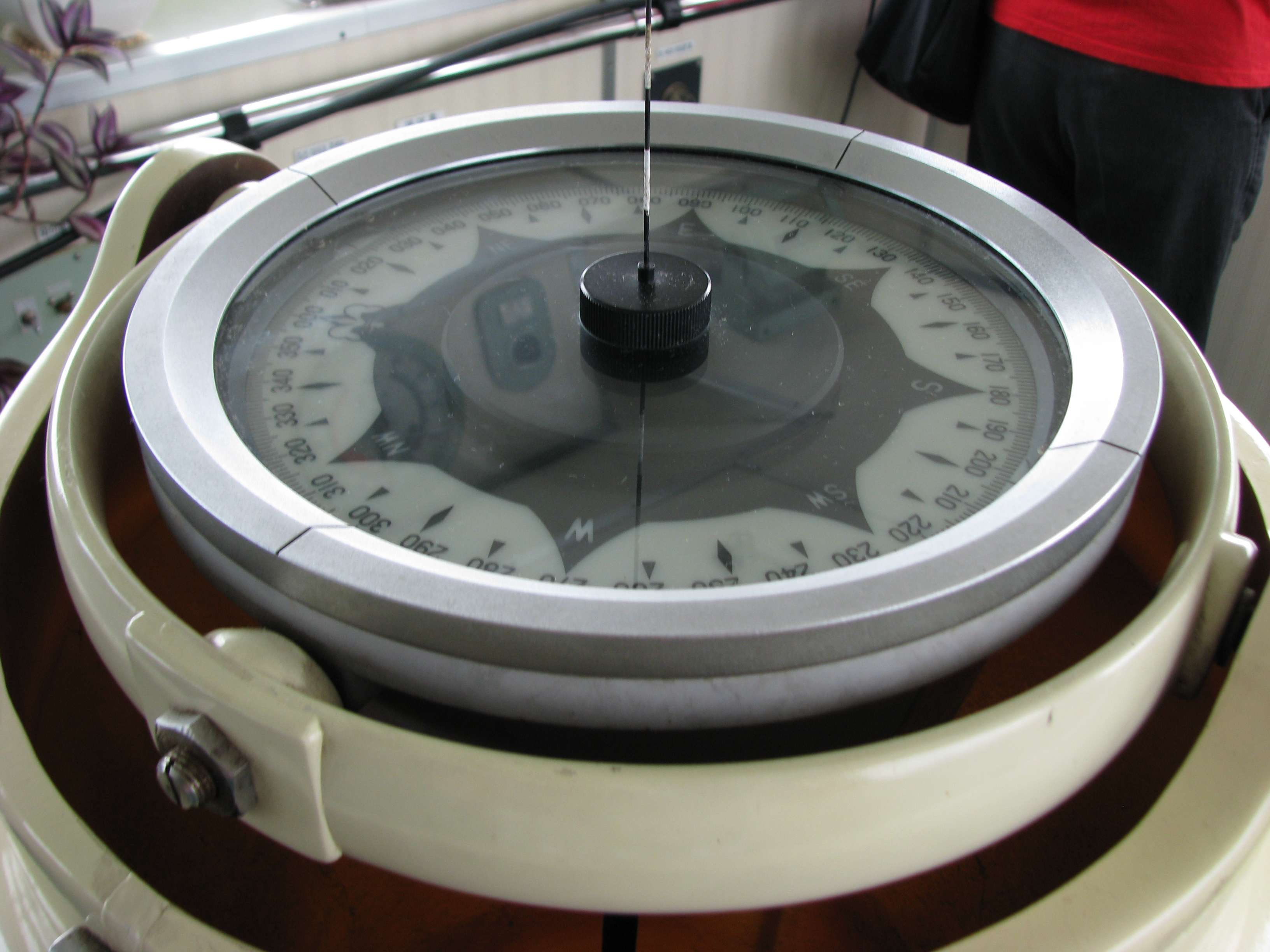
Картушка в котелку

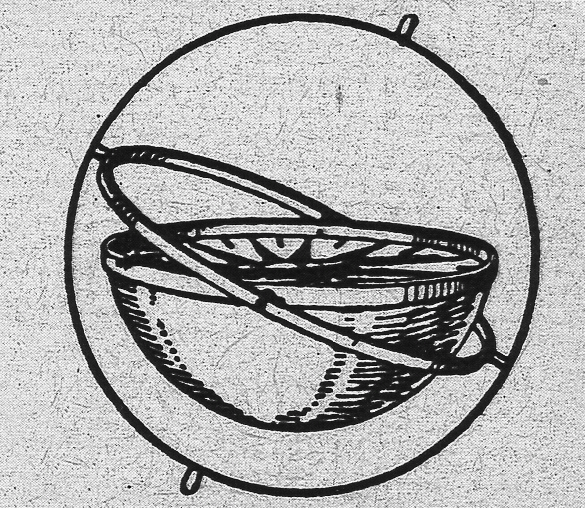
Картушка компаса в котелку, закріпленому на карданному підвісі (1570)

Карту́шка (від фр. cartouche) — рухомий диск (або кільце) з немагнітного матеріалу в магнітному компасі або в репітері гірокомпаса з рівномірно нанесеними по колу поділами градусної або румбової системи. Використовується для зручності орієнтування сторонами світу.

## Картушка магнітного компаса
Картушка — це чутливий елемент магнітного компаса. Складається з системи магнітних стрілок, прикріплених до поплавця, і 6 кронштейнів, на яких розташовується слюдяний диск з наклеєним на нього паперовим диском з поділками через 1° (градус). У центральній частині поплавця мається наскрізний вертикальний канал, переходящий в конусоподібне розширення. У канальний отвір закладається зверху топка (від нід. top — «вершина») — конічна чашечка з агатовим або сапфіровим каменем, якою картушка спирається на компасну шпильку. Шпилька компаса виготовляється з латуні, її верхній кінець, виготовлений з твердого сплаву, має форму керна. Шпилька закріплюється на дні верхньої камери наповненого компасною рідиною казанка (котелка) магнітного компаса, на неї спираються картушка з поплавцем. Разом шпилька і топка працюють як вальниця ковзання, забезпечуючи вільне обертання картушки. Казанок своїми двома цапфами спирається на внутрішнє кільце карданового підвісу.